# 北区 (岡山市)
北区（きたく）は、岡山市を構成する4行政区のうちのひとつである。岡山県庁、岡山市役所の所在区。同市中心市街を含む北西部を占め、面積・人口・人口増加率とも4区のうちで最大である。中四国最大級のターミナル駅である岡山駅や繁華街の表町商店街などが立地し、岡山市の中心を担う行政区である。
区域は備前国域を中心に、備中国・美作国の三国に亘っている。

## 概要

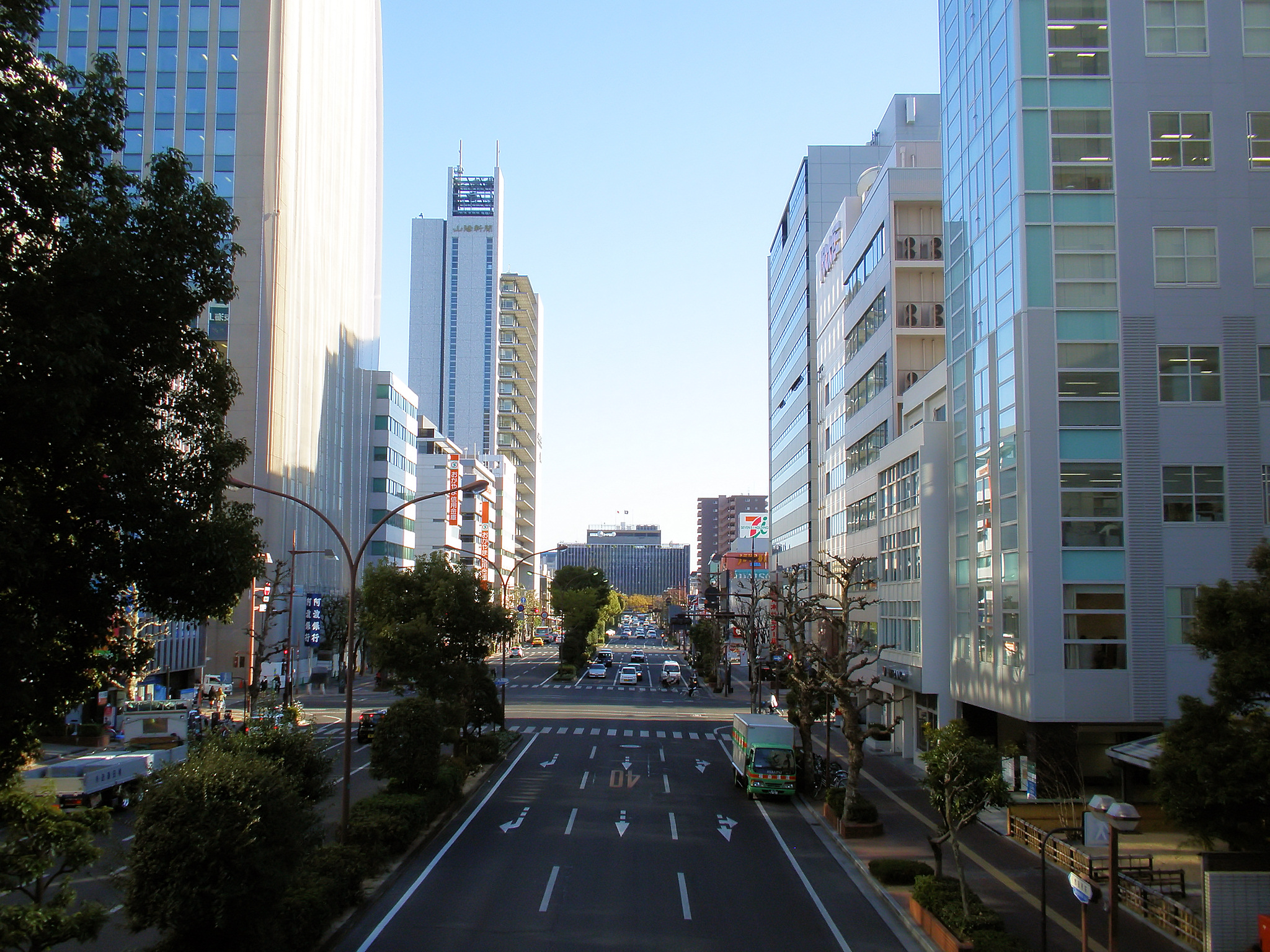
高層ビルが集積する市役所筋

北区は市域の過半を占める面積を有し、政令指定都市の行政区の中では静岡市葵区、浜松市天竜区、札幌市南区に次ぐ4番目の広さを有する。人口は2020年の国勢調査時点では横浜市港北区、福岡市東区に次いで3番目に多かったが、2022年に仙台市青葉区と逆転し、2024年に浜松市中央区が発足したため現在は5番目となっている。
区域の北部は旧御津郡御津町・建部町域などからなる。南部は、半田山や京山、吉備の中山等、緑豊かな里山が残されており、丘陵部では、マスカット・オブ・アレキサンドリアや清水白桃などの高級フルーツの栽培が盛んに行われている。
一方で、区域の南東部に江戸時代に岡山藩庁の置かれた岡山城の城下町として発展した中心市街地がある。現在では高層ビルが建ち並び、山陽新幹線と山陰・四国から多数の列車が発着するJR岡山駅を擁し、岡山県庁、岡山市役所等の行政機関、岡山県下最大の商業地である表町商店街を有しており、岡山県の政治・経済の中心はもとより、中国・四国地方における拠点の一翼を担っている。
行政区データ
- 区役所 ： 岡山市役所本庁舎、分庁舎 （別途、岡山市北区富吉に土木農林分室を設ける）
- 区長 ： 板野文雄（2011年4月～、前・企画局審議監）
- 行政地域 ： 岡山（旧本庁直轄）、津高、一宮、吉備、高松、足守、御津地域、建部地域
- 中学校区 ： 岡山中央、京山、岡北、石井、桑田、岡輝、御南、中山、香和、高松、吉備、足守、御津、建部

## 人口
| 北区（に相当する地域）の人口の推移                                                                                         |           |  |
| \| 2005年（平成17年） \| 295,312人 \| \| \| 2010年（平成22年） \| 302,685人 \| \| \| 2015年（平成27年） \| 309,484人 \| \| |           |  |
| 総務省統計局 国勢調査より                                                                                                  |           |  |
| 2005年（平成17年） | 295,312人 |  |
| 2010年（平成22年） | 302,685人 |  |
| 2015年（平成27年） | 309,484人 |  |

## 地理

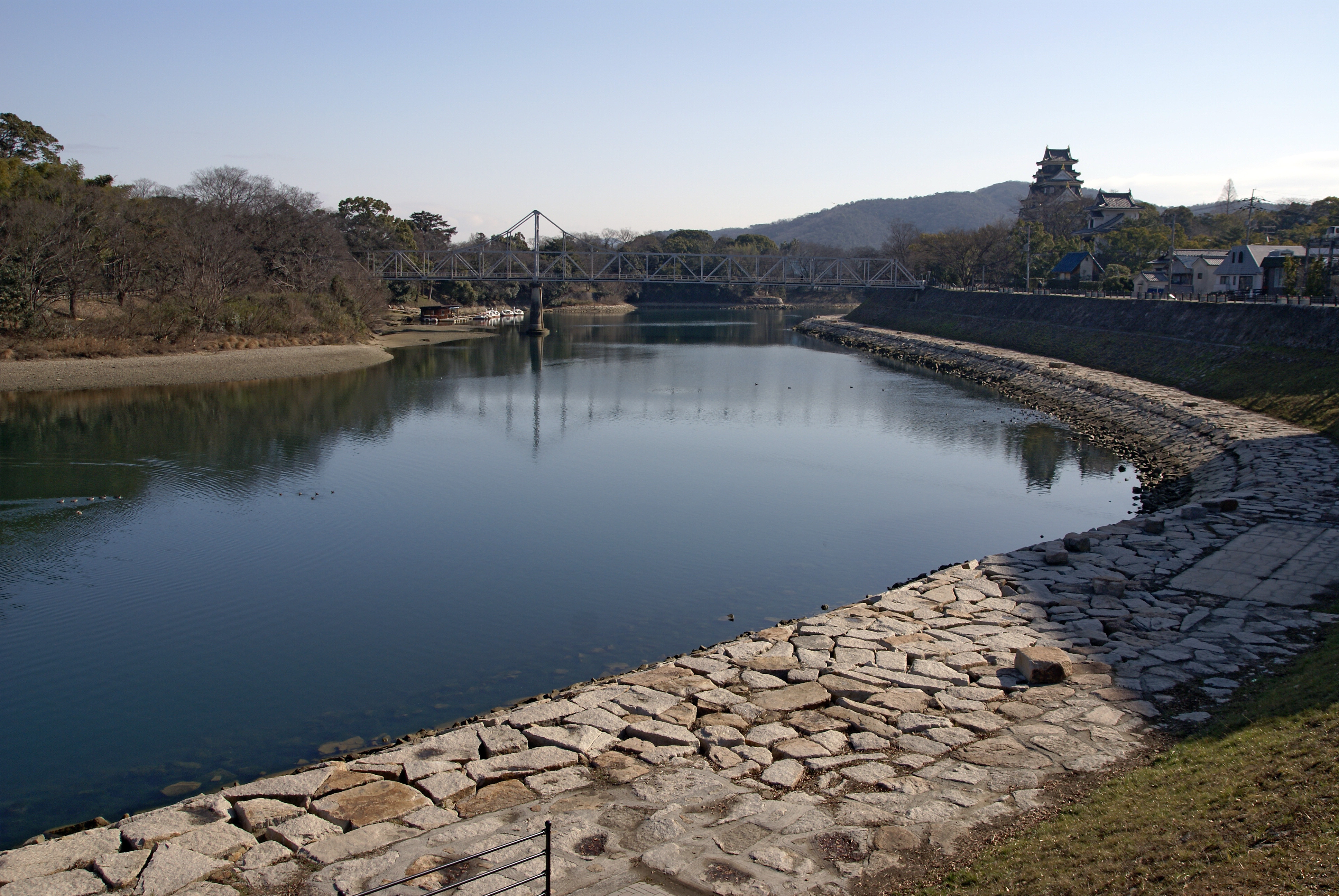
北区中心部を流れる旭川

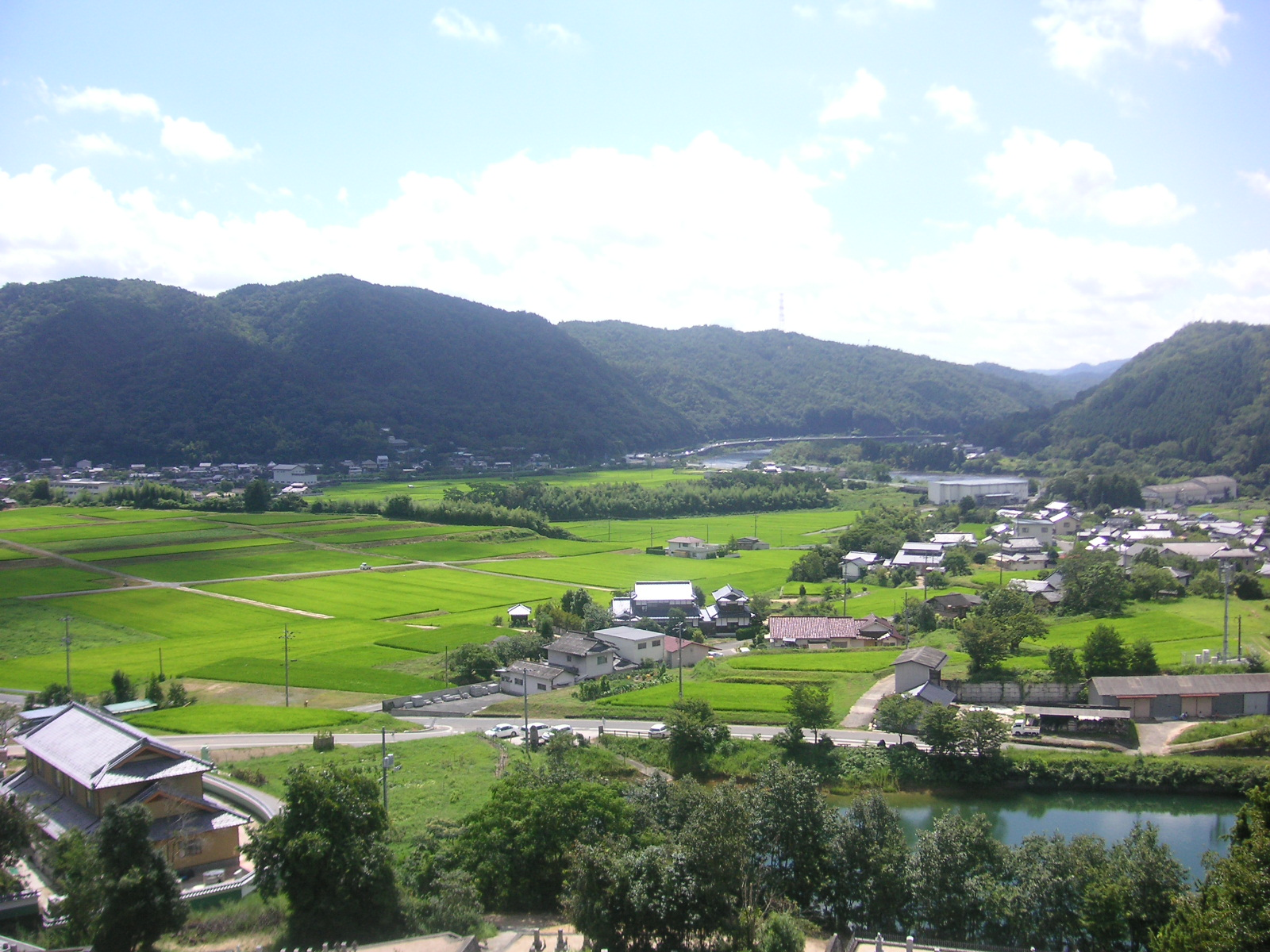
北区建部町の農村風景

### 現在の地理概況
区域の北部は、吉備高原の隆起準平原面と、旭川などがそれを下刻し形成した谷底平野からなる。南部は旭川や笹ヶ瀬川、それらの支流等によって形成された岡山平野などからなる。

### 地形の変遷
現在、岡山平野の一部となっている区域南部の平地部の多くは、古くは海域であった。この海域は南部に島嶼の児島が存在し、吉備穴海と呼ばれ、九州から畿内を結ぶ重要な海洋航路となっていた。旭川は、現在の玉柏辺りで複数に分岐し、当区南東から中区に掛けての範囲に複数のデルタ地帯を構成した。また笹ヶ瀬川が吉備中山東部で吉備穴海へ流入。総社市井尻野辺りで分岐した高梁川東派川が、総社市中心部から当区の高松地域を経て、吉備中山西部で分岐し、その東派川が庭瀬あたりで吉備穴海へ流入したとされる。
これらは長い年月を掛けて土砂を吉備穴海へ運び、また古代より上流部に盛んであったたたら製鉄によりさらに土砂が海域へ流入をし、次第に海域は遠浅となっていき、葦原や干潮時には干潟が広がる地域が増えていった。中世から明治時代にかけ、これらの地域は干拓による新田開発が徐々に進行し、江戸時代にはかなり活発に造成が行われ現在の岡山平野が構成されていった。当区域にあたる範囲の平野は、江戸時代前期には完成された。
山間部においては、明治維新の前後に、過度な森林伐採が行われたため荒廃。上建部村では近隣の村々と共に「従来一木だに得なかった禿山」状態にあったという。また、笹ケ瀬川の中流域に存在した横井村、上流の野谷村、馬屋上村で90餘町歩（約90ha以上）の禿げ山が存在していた。禿げ山から降雨のたびに流出する土砂は河川を天井川化させ、1892年（明治25年）の水害では、横井村だけで浸水耕地166町歩（約166ha）、浸水家屋102戸を記録した。その後、禿げ山や荒廃した河川には、1883年（明治16年）から昭和30年代にかけて、断続的に現在の砂防事業、治山事業に相当する工事が実施され、現在の緑豊かな山域が形成されるに至っている。

### 主な自然地形
河川
- 一級河川
  - 旭川
- 二級河川
  - 倉敷川
  - 笹ヶ瀬川
  - 足守川

湖沼
- 旭川湖：区域の北部、建部町にある旭川ダム（旭川第1堰堤）のダム湖。旭川中流部の一部をなす。美咲町、吉備中央町と湖内で接している。
- 白鳥湖：区域の北部、建部町にある旭川ダム（旭川第2堰堤）のダム湖。旭川中流部の一部をなす。吉備中央町と湖内で接している。

山丘
- 高倉山（548m）
- 金山（499.5m）
- 半田山（152m）
- 吉備中山（162.2m）

ほか

## 沿革

### 歴史

#### 古代以前
北区の区域には弥生時代の住居跡と水田跡が全国で初めて同時に発見された津島遺跡などをはじめ全国的にも貴重な遺跡が存在している。
古くから大和国や出雲国などと並ぶ勢力を持ったといわれる吉備国の一部であり、当区域内にも5世紀ごろに築造されたとみられ全国第4位の規模をもつ造山古墳や現在の中井町にある神宮寺山古墳、吉備中山にある中山茶臼山古墳などを始めとする大小の古墳が数多く存在する。当区西部の吉備中山から西部から総社市にかけての範囲は、吉備の中枢であったとされ、吉備津神社や葦守八幡神社などの古社が鎮座し、前述の造山古墳・茶臼山古墳もこの範囲内にある。また、このエリアに古くから伝わる吉備津彦命と温羅の伝承も現在に残る。この範囲は、現在は吉備路と称されて、観光エリアとなっている。
旭川流域の山間地域は、旭川の水運を利用した高瀬舟の運行を用いて他地域との交易が行われていたとみられている。
大化の改新後、中央集権的地方支配体制形成のなかで、7世紀末に吉備国は、備前・備中・備後の三国に分割された。和銅6年4月3日、備前国の北部六郡を割いて美作国が立国された。国郡里制が敷かれ、各国は郡、その下部に郷が編成された。
当区の中で、美作国域であったのは、北部の建部地域のうち旭川以東で福渡以北の範囲にあたり、久米郡の一部であった。備中国域にあたるのは、西部の足守地域・高松地域・吉備地域で、足守地域と高松地域北半分（庄内・真金）および吉備地域東半分（旧庭瀬町域）が賀陽郡（賀陽郡）、高松地域南半分（加茂）と吉備地域の西半分（旧撫川町域）が都宇郡に属していた。残る区域、つまり北区の中心市街を含む過半以上は備前国域である。当区北東部にたる旭川以東（前述の建部地域のうち美作国域を除く）は、赤坂郡の西部にあたる。中南部をしめる御津地域の旭川以西と津高・一宮地域、ならびに野殿付近は津高郡、南東部にあたる岡山市街を含む残るエリアは、御野郡に相当する。当時の郡域としては、御野郡はほぼ全域が当区に含まれる。
和名類聚抄に載る郷のうち、当区にあったと推定されるのは、備前国御野郡が枚石（ひらし）・広世（ひろせ）・出石（いずし）・御野・伊福（いふく）・津島郷（つしま）。同津高郡は駅家（うまや）・賀茂・津高・健部郷で、うち賀茂郷は、御津地域から現吉備中央町の旧加茂川に亘っていると推定されている。同赤坂郡は、高月（たかつき）・葛木郷（かつらぎ）で、高月は牟佐から現赤磐市南西部に亘っていたされる。美作国久米郡では賀茂郷/賀美郷（かも/かみ）で、現美咲町の旧旭町域にも及んでいたとされる。備中国都宇郡では、撫河（なつかわ）・河面郷（かわも）で、両郷とも倉敷市域にも範囲が及んでいた。同国賀陽郡では、大井（おおい）・葦守（あしもり）・生石（おいし）・板倉（いたくら）・庭妹郷（にわせ）などがあったとされる。なお、いずれも諸説ある。
また当区域内で、延喜式神名帳に載る延喜式内社は、備前国津高郡では宗形神社、同御野郡では尾治針名真若比女神社・尾針神社・天神社・天計神社・国神社・伊勢神社・石門別神社・石門別神社（同名社が2社ある）。備中国賀夜郡には吉備津神社・鼓神社がある。

#### 中世

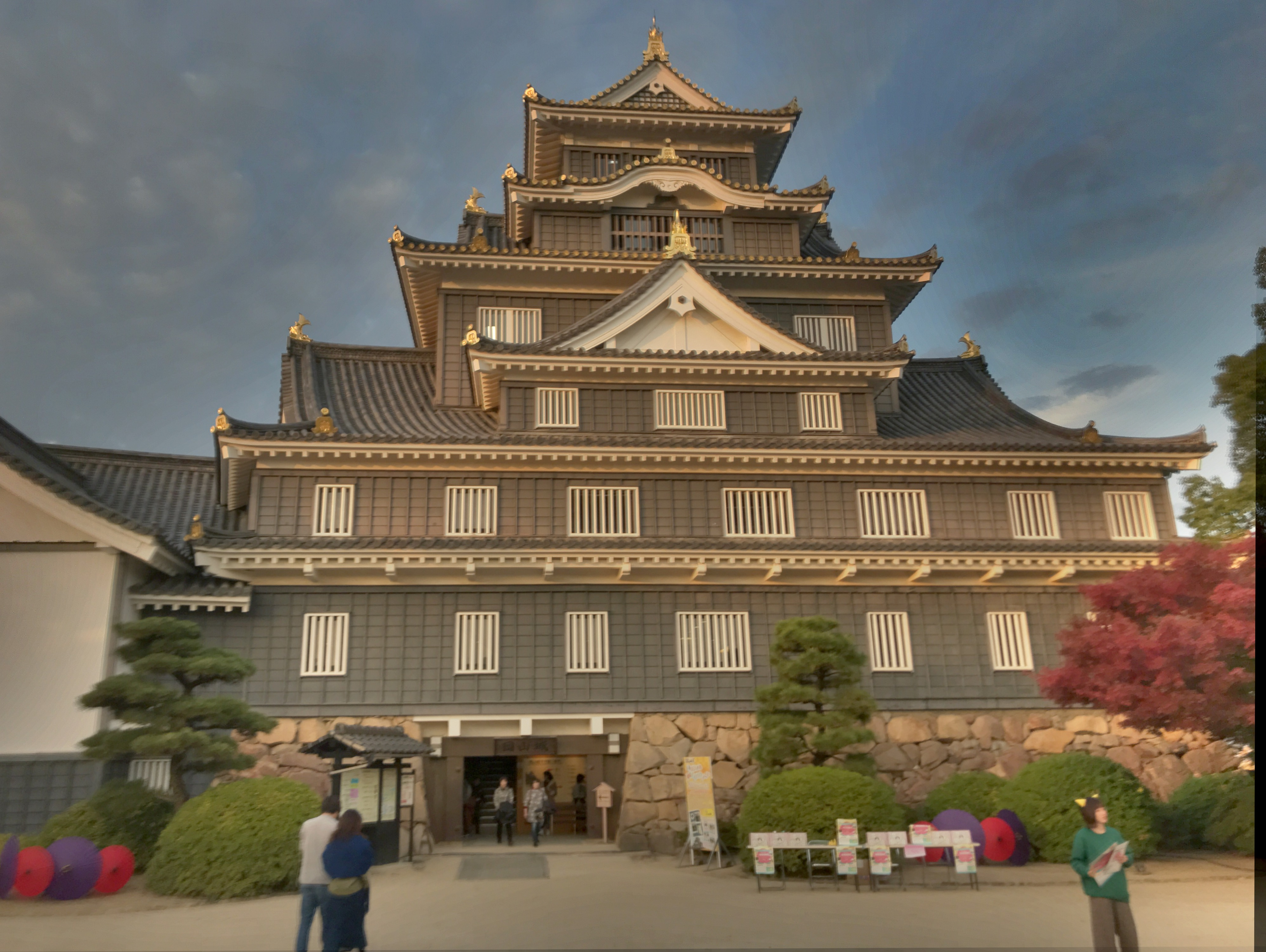
岡山城

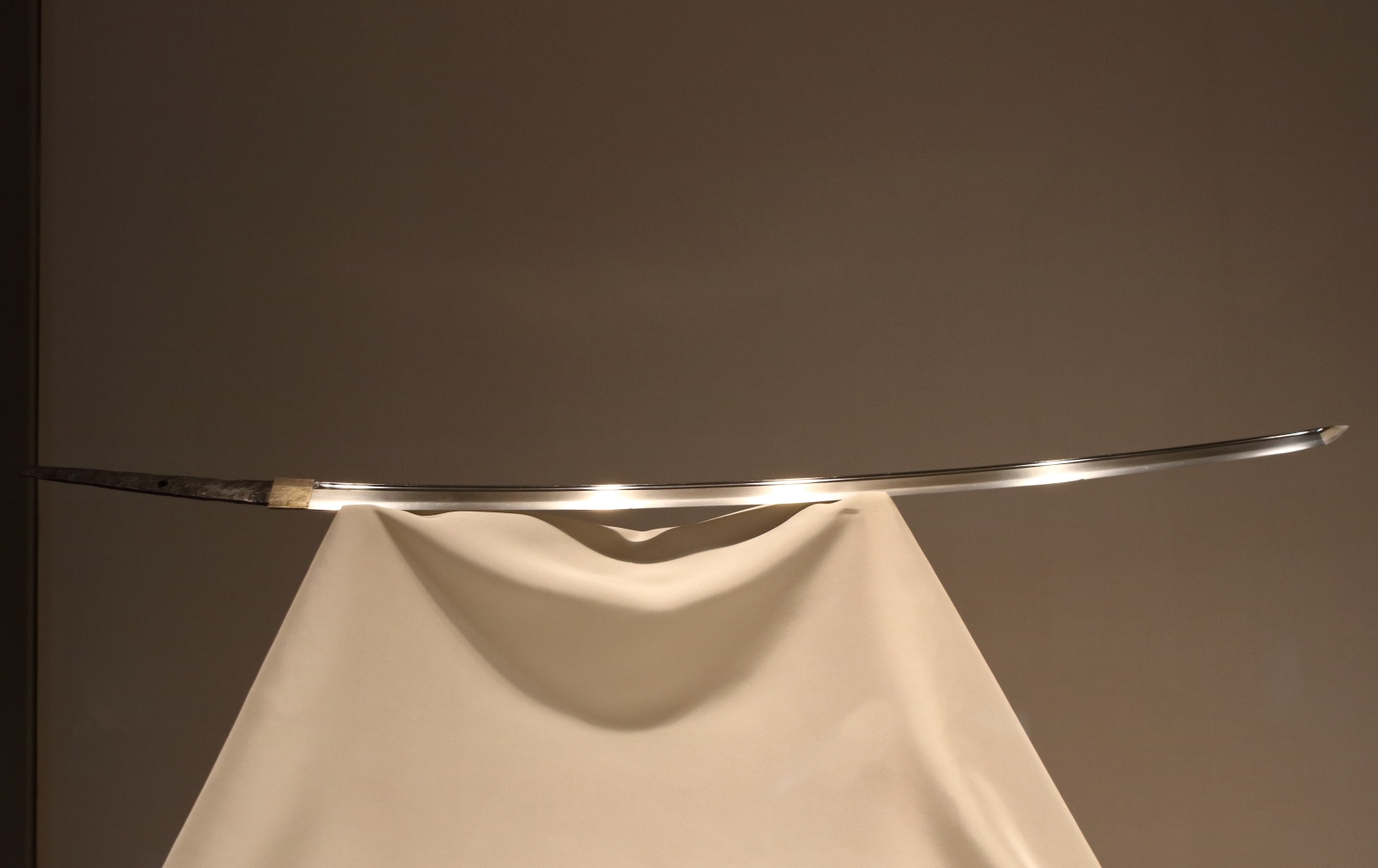
太刀〈銘雲生／〉（重要文化財、東京国立博物館蔵）、御津宇甘の鵜飼派による太刀

古代末期から中世にかけては各地に荘園や保、国衙領が開かれ、当区域内にも多くの庄園があった。有力庄園を挙げれば、備前国御野郡の鹿田荘・大安寺荘・三野荘・三野新荘・大安寺荘・野田保・市久保・新堤保、同津高郡では長田荘（おさだ）・宇甘郷（うかい）・宇垣郷（うがき）・紙工保（しとり）・建部郷・津高郷、備中国都宇郡では撫川荘、備中国賀陽郡では足守庄・大井庄・庭妹郷、生石庄、板倉郷などがあった。特に備前の鹿田庄は現在の岡山中心市街にあたるとされ、備前国有数の勢力を持ち、大きな港を有して旭川上流と各地を結ぶ物資の集散地となって繁栄した。
また、備前・備中・美作では長船に代表されるように刀剣が盛んに製造されたが、当区内では、津高郡宇甘（現御津宇甘付近）が刀剣の鍛刀地として繁栄し、鵜飼派（宇甘派、雲類）と呼ばれた。
鎌倉時代には東国からの御家人が地頭職を得て移住・土着し、室町時代から戦国時代にかけて群雄割拠の様相を呈していたが、備前で浦上氏を下剋上した宇喜多直家が勢力を拡大。
当初は備中で勢力をもっていた毛利氏傘下として動いていた宇喜多氏は、織田氏と羽柴秀吉の力を知り、織田氏の傘下に入った。こうして当地域西部は織田氏と備中を統べる毛利氏との衝突地点となり、備中国側の備前国境付近に三村氏が備中七城を構えた。1582年（天正10年）、水攻めで有名な備中高松城の戦いがおこった。
1573年（天正元年）、宇喜多氏は現在のRSK山陽放送がある付近にあたる石山の地に本拠を移し、城下を整備した。その後、直家の子・秀家は本丸を石山の横にある丘の「岡山」に移し、旧石山城を取り込む形で新たな城郭「岡山城」を築城。旭川の流れを大きく西へ移し、城の防衛を目的に城の東部を抱く様な流路にした。さらに城下町を拡大・整備し、福岡・片上・西大寺などの備前国内の有力商業地域から商人を移住させ、山陽街道をの道筋を変更し城下町を通過するように迂回させた。

#### 近世
宇喜多秀家は、豊臣政権下で五大老の一人として有力な地位を築いていたが、1600年（慶長5年）関ヶ原の戦いで敗北し、小早川秀秋が備前岡山に入封した。秀秋は約1年で跡継ぎなく病死し、代わって池田忠継が入封。以後江戸時代を通して岡山藩は池田氏が藩主を務め、岡山城は岡山藩31万石の藩庁となった。以来、岡山城下は政治、経済、文化の拠点となっていく。
備前国域は、ほぼ全域が岡山藩領となった。同藩は藩直轄領地の他に、家老に藩の領地の一部を所領として与える形で統治されていた。現在、御津地域の金川村の日置氏、建部地域の建部町中田（建部新町）の建部池田氏がそれぞれ陣屋を設置し、領地（金川領、建部領）の支配拠点とした。領地は岡山と津山を結ぶ津山往来の街道が通っていたこともあり、陣屋町として栄えた。
美作国域では、現在の建部町鶴田など久米南条郡の一部が鶴田藩領で、残るは津山藩領であった。鶴田藩は、当初は石見国浜田藩の飛び地であったが、独立して立藩し、鶴田の地に陣屋を構えた。美作国の福渡（ふくわたり）と備前国の建部上の間には津山往来における旭川の渡し舟の港があった。福渡は、旭川の水深が深い地点であったことから、「深渡（ふかわたし）」が地名の由来とされ、福渡に変化したとする説もある。福渡・建部上の渡船場は、岡山城下と津山城下のほぼ中間にあたり、「行こか岡山、戻ろか津山、ここが思案の深渡し」という詩も残されている。
備中国は、天領の倉敷支配所や、備中松山藩など大小の各大名領、さらには旗本領や寺社領、また遠方の国に拠点を置く藩の飛地など、かなり複雑な領地体系であった。当区の備中国域には、足守に陣屋を構え木下氏が支配した足守藩、庭瀬に陣屋を構える庭瀬藩、その西隣の撫川に陣屋を構える庭瀬藩戸川氏の分家が支配した旗本領の撫川知行所、高松原古才村に陣屋を構えた蒔田氏の支配する旗本領の高松知行所などがあった。それらの領地に加え、倉敷、松山、ほかにも吉備津神社の寺社領など、当区においてもかなり複雑な支配体系となっていた。足守は陣屋町として栄え、現在も町並み保存地区としてその風情が残されている。庭瀬・撫川は鴨方往来沿線の郡境を挟んだ隣接町で、一体化した町並みを形成し、街道沿いということもあり、繁栄した。
岡山城下を中心に当区内には街道が整備されていた。京都から西国を結ぶ西国街道（近世山陽道）を中心に、北方面には津山往来、岡山城下から北東へは倉敷往来、高松から北西方面には松山往来・足守往来、岡山城下から西方南よりを鴨方往来、庭瀬から南方へ金比羅往来などがあり、金比羅往来は岡山から船で児島郡八浜（現玉野市）へ渡ってから陸路で南下するルートもあった。
1700年（元禄13年）には日本三名園として名高い後楽園が池田綱政により造営された。

#### 近現代
明治に入ると岡山の地に岡山県の県庁がおかれ、山陽鉄道が開通し、旧制岡山医科大学等の教育機関も設置され、広域拠点都市として発展を遂げた。
明治33年、郡の統合が行われるが、当区域に関するものでは御野郡と津高郡が御津郡、赤坂郡と磐梨郡が赤磐郡、久米南条郡と久米北条郡が久米郡、都宇郡と窪屋郡が都窪郡、賀陽郡と下道郡が吉備郡へと統合された。
1945年（昭和20年）6月29日には岡山市街がアメリカ軍による空襲を受け、1700人以上の市民が犠牲となるなど、甚大な被害を受けた。
戦後は順調に発展し、1972年（昭和47年）には山陽新幹線が開業、1988年（昭和63年）には四国との連絡線である瀬戸大橋線が開業し、以来は交通の要衝としての機能も高めている。
2005年（平成17年）3月22日に御津郡御津町・児島郡灘崎町、2007年（平成19年）1月22日には御津郡建部町・赤磐郡瀬戸町が岡山市に編入し、2009年（平成21年）4月1日に政令指定都市移行。当地、岡山市北区が発足した。

### 行政区画の変遷
- 1889年（明治22年）6月1日 市制施行
- 1899年（明治32年）8月1日 御野郡御野村、伊島村、石井村、鹿田村、古鹿田村の各一部が岡山市に編入
- 1921年（大正10年）3月1日 御津郡伊島村、石井村、鹿田村全域と、御野村の大部分が岡山市に編入
- 1952年（昭和27年）4月1日 御津郡牧石村、大野村、今村が岡山市に編入
- 1953年（昭和28年）3月1日 御津郡牧山村、赤磐郡高月村の各一部が岡山市に編入
- 1954年（昭和29年）4月1日 御津郡御津町の一部が岡山市に編入
- 1971年（昭和46年）1月8日 御津郡一宮町、津高町、吉備郡高松町が岡山市に編入
- 1971年（昭和46年）3月8日 都窪郡吉備町が岡山市に編入
- 1971年（昭和46年）5月1日 吉備郡足守町が岡山市に編入
- 2005年（平成17年）3月22日 御津郡御津町が岡山市に編入
- 2007年（平成19年）1月22日 御津郡建部町が岡山市に編入
- 2009年（平成21年）4月1日　政令指定都市移行に伴い岡山市北区となる

### 区名
区名は、公募により選ばれ、1位：北区、2位：旭区、3位：岡北区、4位：桃太郎区、5位：旭川区、6位：緑区であったが、旧地域名は採用しないという方針と、最も支持を集めた事により、「北区」が選ばれた。

## 主要施設

### 行政機関

#### 市の機関
- 岡山市役所 岡山市北区大供一丁目1-1
- 岡山市北区役所 岡山市北区大供一丁目1-1 （市役所本庁舎・分庁舎の一部に設置）
  - 吉備地域センター （旧吉備支所）
  - 高松地域センター （旧高松支所）
  - 一宮地域センター （旧一宮支所）
  - 津高地域センター （旧津高支所）
  - 足守地域センター （旧足守支所）
  - 御津支所 （旧御津町役場）
  - 建部支所 （旧建部町役場）
- 岡山西警察署  岡山市北区野殿東町2-10
- 岡山北警察署  岡山市北区御津草生2090
- 岡山市北消防署 岡山市北区東古松一丁目1-34 （旧岡山市中消防署）
  - 御野出張所、今出張所、津高出張所、御津出張所、建部出張所
- 岡山市西消防署 岡山市北区野殿西町427-1 （2009年4月1日に新設）
  - 高松出張所、足守救急ステーション
- 北区中央福祉事務所 岡山市北区鹿田一丁目1-1 （岡山市保健福祉会館内）
- 北区北福祉事務所 岡山市北区谷万成二丁目6-33 （北ふれあいセンター内）

岡山ふれあいセンター
- 北ふれあいセンター 岡山市北区谷万成二丁目6-33

公民館
- 岡輝公民館
- 岡西公民館
- 北公民館
- 一宮公民館
- 津高公民館

- 高松公民館
- 高松公民館加茂分室
- 吉備公民館
- 足守公民館
- 京山公民館

- 大元公民館
- 御南西公民館
- 旭公民館
- 御津公民館
- 建部町公民館

#### 国の機関
- 農林水産省
  - 中国四国農政局 （岡山第2合同庁舎）
    - 岡山統計・情報センター
- 環境省
  - 中国四国地方環境事務所
- 国土交通省
  - 中国地方整備局岡山国道事務所
  - 中国地方整備局岡山河川事務所
  - 中国地方整備局岡山営繕事務所
- 厚生労働省
  - 岡山労働局 （岡山第2合同庁舎）
    - 岡山労働基準監督署
    - 岡山公共職業安定所
- 日本年金機構
  - 岡山西年金事務所
- 財務省
  - 国税庁広島国税局岡山西税務署
  - 国税庁広島国税局岡山東税務署
- 法務省
  - 岡山地方検察庁
    - 岡山区検察庁

  - 岡山地方法務局
  - 出入国在留管理庁広島出入国在留管理局岡山出張所
- 防衛省
  - 自衛隊岡山地方協力本部（本部）
    - 岡山募集案内所

  - 陸上自衛隊三軒屋駐屯地

### 裁判所
- 広島高等裁判所岡山支部
- 岡山地方裁判所
- 岡山家庭裁判所
- 岡山簡易裁判所

### 医療機関
- 総合周産期母子医療センター
  - 国立病院機構岡山医療センター
- 地域周産期母子医療センター
  - 岡山大学病院
  - 岡山赤十字病院
- 総合病院岡山市立市民病院
- 岡山市立金川病院
- 岡山市久米南町組合立国民健康保険福渡病院
- 国立病院機構岡山医療センター
- 岡山済生会総合病院
- 済生会吉備病院（旧岡山市立吉備病院）
- 川崎医科大学総合医療センター

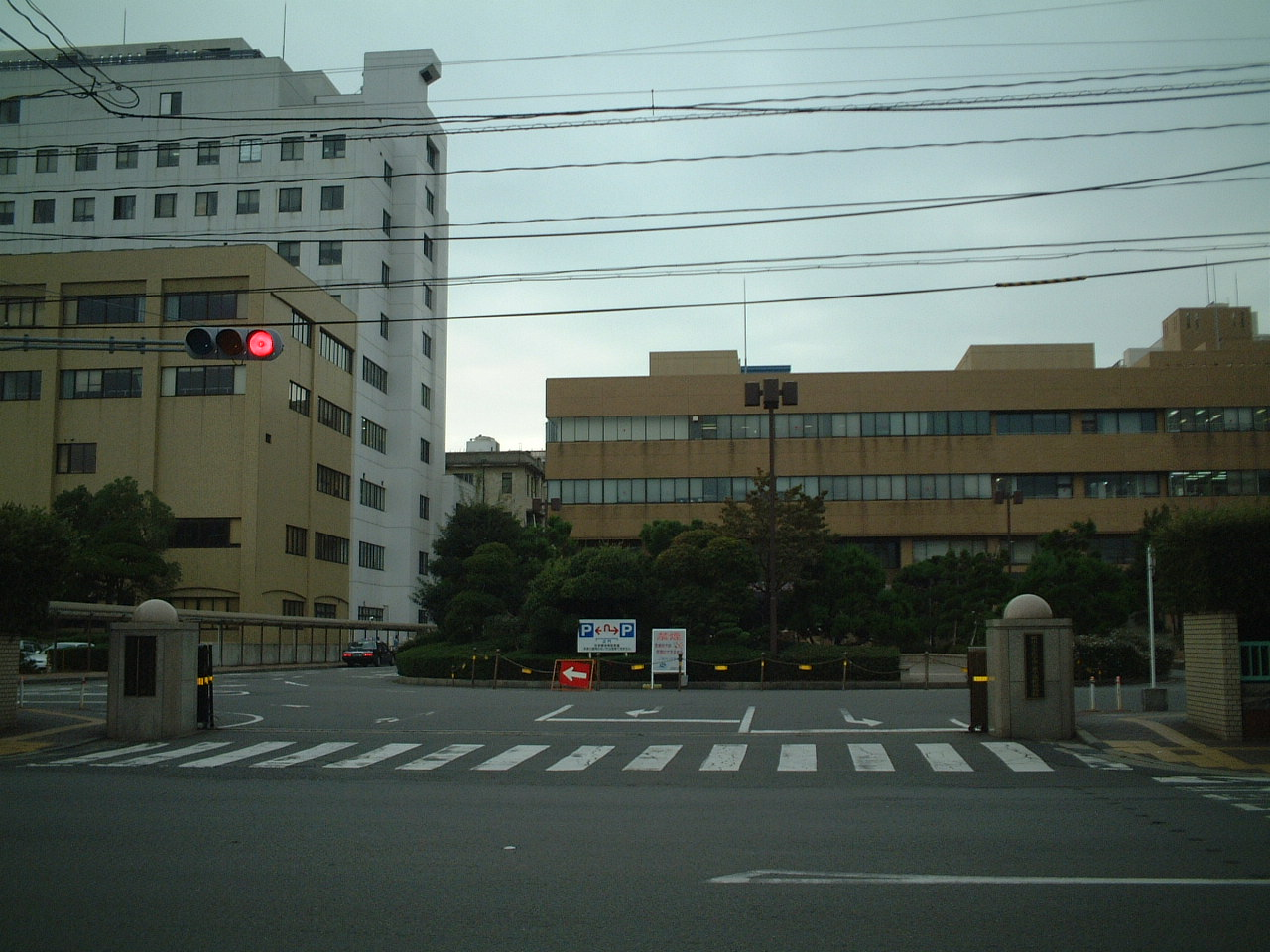
岡山大学病院（岡山市北区鹿田町）

- 特定医療法人社団十全会心臓病センター榊原病院
- 光生病院
- 岡山中央病院

### 教育施設

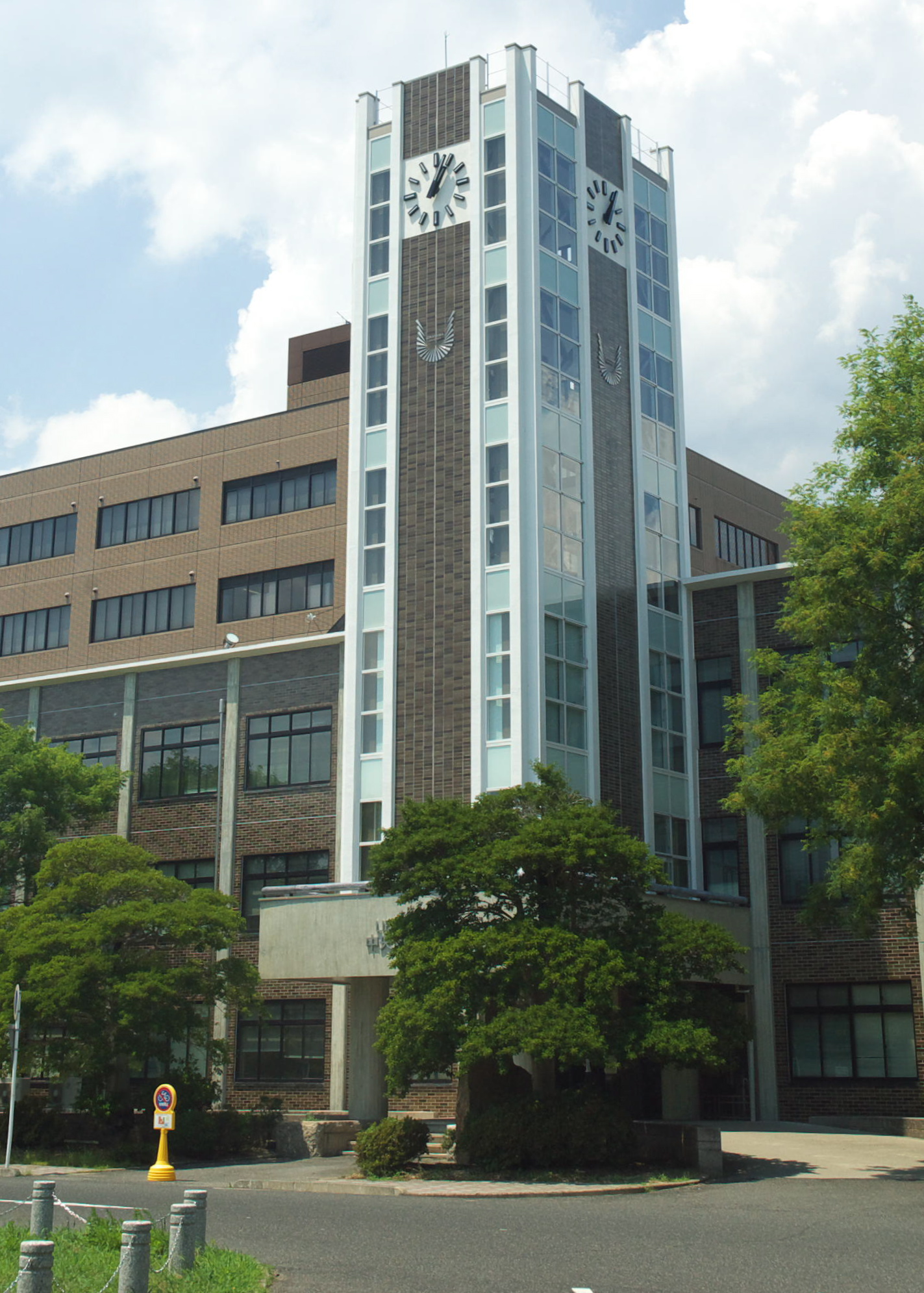
岡山大学（津島キャンパス）

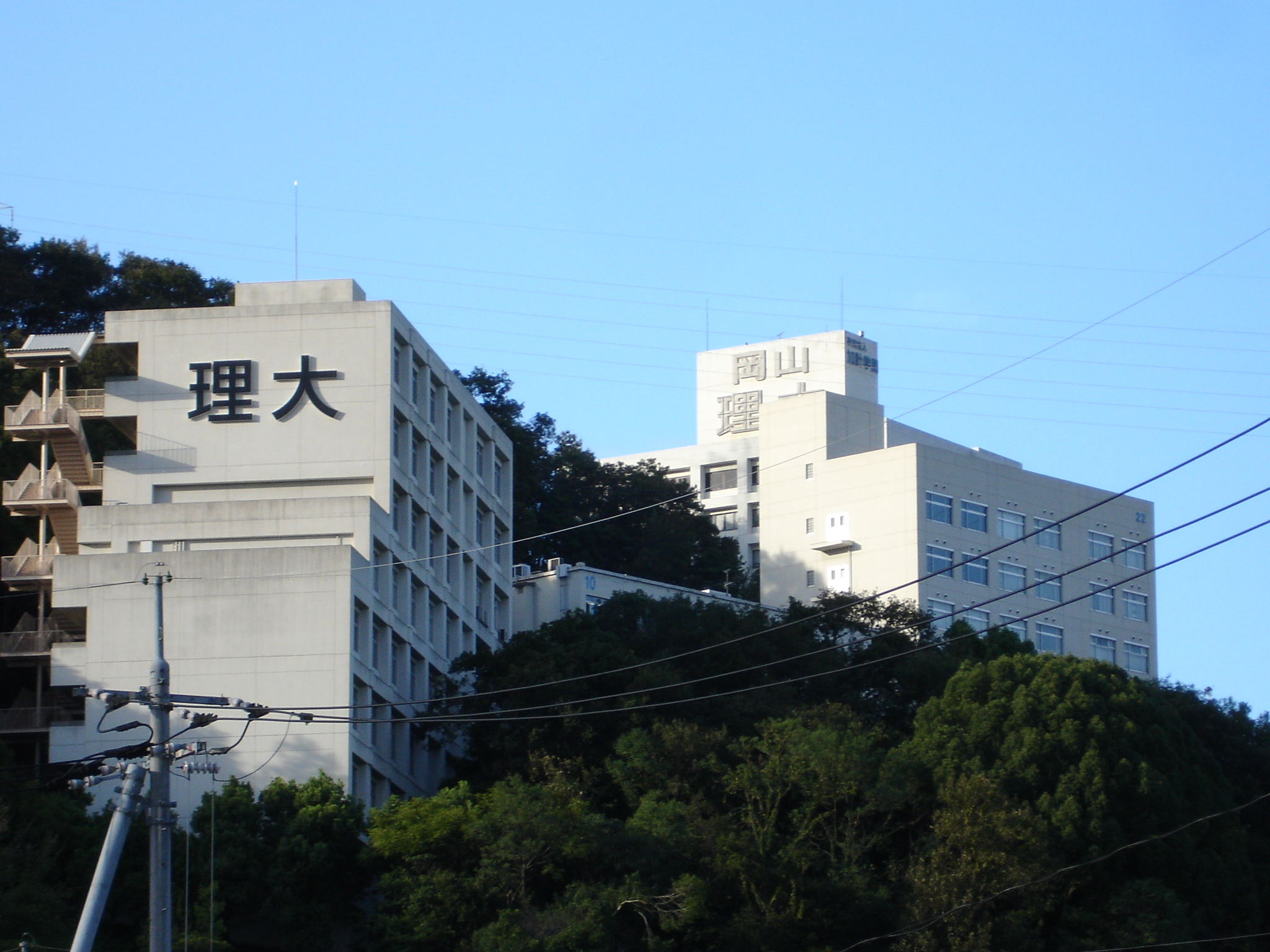
岡山理科大学

#### 大学
大学
国立
- 岡山大学

私立
- ノートルダム清心女子大学
- 岡山理科大学
- 岡山商科大学
- 中国学園大学
- 岡山医療専門職大学

短期大学
私立
- 中国短期大学

#### 中等教育学校
公立
- 岡山県立岡山大安寺中等教育学校

私立
- 朝日塾中等教育学校

#### 高等学校
公立
- 岡山県立岡山一宮高等学校
- 岡山県立岡山御津高等学校
- 岡山県立高松農業高等学校
- 岡山県立岡山工業高等学校
- 岡山県立岡山南高等学校
- 岡山県立烏城高等学校
- 岡山市立岡山後楽館高等学校（※中高併設）

私立
- 関西高等学校
- 岡山理科大学附属高等学校（※中高併設）
- 就実高等学校（※中高併設）
- 岡山商科大学附属高等学校
- 明誠学院高等学校
- 創志学園高等学校
- クラーク記念国際高等学校岡山キャンパス
- 第一学院高等学校岡山キャンパス
- 日本航空高等学校岡山学習センター
- 屋久島おおぞら高等学校岡山校
- 朝日塾国際高等学校（2014年4月1日開校）

#### 中学校
市立
- 岡山市立岡山後楽館中学校（※中高併設）
- 岡山市立岡山中央中学校
- 岡山市立京山中学校
- 岡山市立岡北中学校
- 岡山市立石井中学校
- 岡山市立桑田中学校
- 岡山市立岡輝中学校
- 岡山市立御南中学校

- 岡山市立中山中学校
- 岡山市立香和中学校
- 岡山市立高松中学校
- 岡山市立吉備中学校
- 岡山市立足守中学校
- 岡山市立御津中学校
- 岡山市立建部中学校

私立
- 岡山理科大学附属中学校（※中高併設）
- 就実中学校（※中高併設）

#### 小学校
市立
- 岡山市立岡山中央小学校
- 岡山市立伊島小学校
- 岡山市立津島小学校
- 岡山市立御野小学校
- 岡山市立牧石小学校
- 岡山市立石井小学校
- 岡山市立三門小学校
- 岡山市立大野小学校
- 岡山市立鹿田小学校

- 岡山市立大元小学校
- 岡山市立清輝小学校
- 岡山市立岡南小学校
- 岡山市立西小学校
- 岡山市立御南小学校
- 岡山市立中山小学校
- 岡山市立馬屋下小学校
- 岡山市立桃丘小学校
- 岡山市立平津小学校

- 岡山市立野谷小学校
- 岡山市立横井小学校
- 岡山市立馬屋上小学校
- 岡山市立庄内小学校
- 岡山市立加茂小学校
- 岡山市立鯉山小学校
- 岡山市立陵南小学校
- 岡山市立吉備小学校
- 岡山市立足守小学校

- 岡山市立蛍明小学校[8]
- 岡山市立御津小学校
- 岡山市立御津南小学校
- 岡山市立五城小学校
- 岡山市立竹枝小学校
- 岡山市立建部小学校
- 岡山市立福渡小学校

私立
- ノートルダム清心女子大学附属小学校
- 朝日塾小学校

#### 幼稚園
市立
- 岡山市立岡山中央幼稚園
- 岡山市立伊島幼稚園
- 岡山市立大野幼稚園
- 岡山市立今幼稚園
- 岡山市立岡南幼稚園
- 岡山市立鹿田幼稚園
- 岡山市立御野幼稚園

- 岡山市立石井幼稚園
- 岡山市立三門幼稚園
- 岡山市立大元幼稚園
- 岡山市立牧石幼稚園
- 岡山市立陵南幼稚園
- 岡山市立中山幼稚園
- 岡山市立馬屋下幼稚園

- 岡山市立平津幼稚園
- 岡山市立野谷幼稚園
- 岡山市立横井幼稚園
- 岡山市立馬屋上幼稚園
- 岡山市立庄内幼稚園
- 岡山市立加茂幼稚園
- 岡山市立鯉山幼稚園

- 岡山市立吉備東幼稚園
- 岡山市立吉備西幼稚園
- 岡山市立足守幼稚園
- 岡山市立高田幼稚園
- 岡山市立福谷幼稚園
- 岡山市立桃丘幼稚園
- 岡山市立御津幼稚園

私立
- ノートルダム清心女子大学附属幼稚園
- 岡山聖園幼稚園
- 岡山聖園マリア幼稚園
- 内山下幼稚園

#### 特別支援学校
- 岡山県立岡山支援学校
- 岡山県立岡山西支援学校

### 文化施設

#### 美術館・博物館
- 岡山県立美術館
- 岡山県立博物館
- 岡山市立オリエント美術館
- 林原美術館
- 岡山シティミュージアム
- 岡山市環境学習センター めだかの学校[9]

#### 図書館
- 岡山県立図書館
- 岡山市立中央図書館
- 岡山市立建部町図書館

#### コンベンション・コンサート
- 岡山シンフォニーホール
- 岡山コンベンションセンター（ママカリフォーラム）
- ルネスホール
- 三丁目劇場
- オルガホール
- コンベックス岡山
- 建部町文化センター

#### スポーツ
- 岡山県総合グラウンド
  - 岡山県野球場
  - 岡山県総合グラウンド陸上競技場（JFE晴れの国スタジアム）
  - 岡山県総合グラウンド体育館（桃太郎アリーナ）
  - 岡山武道館
- 岡山ドーム
- 岡山国際スケートリンク
- 建部町総合スポーツセンター

#### 映画館
- 岡山メルパ
- ジョリー東宝
- シネマ・クレール
- イオンシネマ岡山

## 交通

### 鉄道
- 西日本旅客鉄道（JR西日本）
  - ■山陽新幹線：岡山駅
  - ■山陽本線： （中区） - 岡山駅 - 北長瀬駅 - 庭瀬駅 - （倉敷市）
  - ■宇野線（瀬戸大橋線）：岡山駅 - 大元駅 - （南区）
  - ■津山線：岡山駅 - 法界院駅 - 備前原駅 - 玉柏駅 - 牧山駅 - 野々口駅 - 金川駅 - 建部駅 - 福渡駅 - （久米郡久米南町）
  - ■吉備線：岡山駅 - 備前三門駅 - 大安寺駅 - 備前一宮駅 - 吉備津駅 - 備中高松駅 - 足守駅 - （総社市）
- 岡山電気軌道
  - ■東山本線：岡山駅前駅 - 西川緑道公園停留場 - 柳川停留場 - 城下停留場 - 県庁通り停留場 - 西大寺町・岡山芸術創造劇場ハレノワ前停留場 - 京橋停留場 - （中区）
  - ■清輝橋線：柳川駅 - 郵便局前停留場 - 田町停留場 - 新西大寺町筋停留場 - 大雲寺前停留場 - 東中央町停留場 - 清輝橋停留場（全線区内）

廃止鉄道線
- 岡山電気軌道番町線
- 中国稲荷山鋼索鉄道
- 岡山臨港鉄道

### バス
- 岡電バス
- 両備バス
- 下電バス
- 宇野バス
- 中鉄バス
- 岡山市循環バス めぐりん（八晃運輸が運行）

### 道路
高速自動車国道
- 山陽自動車道：岡山IC - 吉備SA
- 岡山自動車道：岡山JCT - 岡山総社IC

地域高規格道路
- 空港津山道路
- 岡山環状道路

一般国道
- 国道2号 - 岡山バイパス
- 国道30号
- 国道53号 - 岡山北バイパス
- 国道180号 - 岡山西バイパス
- 国道250号
- 国道429号
- 国道484号

### 航空
- 岡山空港

#### 国内線
| 航空会社                          | 就航地                   |
| --------------------------------- | ------------------------ |
| 日本航空（JAL）                   | 東京国際空港             |
| 日本トランスオーシャン航空（JTA） | 那覇空港                 |
| 全日本空輸（ANA）                 | 東京国際空港、新千歳空港 |

#### 国際線
| 航空会社               | 就航地                     |
| ---------------------- | -------------------------- |
| 大韓航空（KE）         | 韓国・仁川国際空港         |
| 中国東方航空（MU）     | 中国・上海浦東国際空港     |
| タイガーエア台湾（IT） | 中華民国・台湾桃園国際空港 |
| 香港航空（HX）         | 香港・香港国際空港         |

## メディア

### 新聞
- 山陽新聞本社

### 放送
ケーブルテレビ
- 岡山ネットワーク（oniビジョン）

地上波テレビ放送
区の中心部に全地上波の本社・岡山本社（本社・マスター・演奏所機能は高松市の本社にあるため事実上の支局）が置かれている。
- NHK岡山放送局 - 駅元町
- RSK山陽放送本社 - 天神町
- 岡山放送本社 - 下石井二丁目
- テレビせとうち本社 - 柳町二丁目
- 西日本放送岡山本社 - 野田三丁目
- 瀬戸内海放送岡山本社 - 大供三丁目

全チャンネルとも電波は基本的に南区・玉野市市境の金甲山にある金甲山送信所（岡山局）を受信する。
山間部では各地区に設置されている中継局を受信する。ただし、山間部の中継局ではNHKと在岡2局（RSK・OHK）しか置局していない場所が多く、デジタル放送では在高2局（RNC・KSB）が置局された場所（建部南ではRNCのみ）もあるが、それでもTSCは全ての場所で置局しておらず、それら難視聴地域では当該チャンネルは視聴できない。そのため、それらの地区ではアンテナを立てずケーブルテレビに加入したり共同受信アンテナなどを経由して全チャンネルを視聴している世帯もある。平地部でもアナログ放送では山陰となる各地区に中継局が設置されているが、デジタル放送ではそれら地区でも岡山局を受信するようになる。
| 局名                  | 局名                 | NHK岡山 | NHK岡山 | RSK  | OHK  | RNC  | KSB  | TSC  | 出力        | 偏波面 | 送信 場所  |
| 局名                  | 局名                 | 総合    | 教育    | RSK  | OHK  | RNC  | KSB  | TSC  | 出力        | 偏波面 | 送信 場所  |
| デジタルリモコン番号  | デジタルリモコン番号 | 1ch     | 2ch     | 6ch  | 8ch  | 4ch  | 5ch  | 7ch  | 出力        | 偏波面 | 送信 場所  |
| --------------------- | -------------------- | ------- | ------- | ---- | ---- | ---- | ---- | ---- | ----------- | ------ | ---------- |
| 岡山                  | デジタル             | 32ch    | 45ch    | 21ch | 27ch | 20ch | 30ch | 18ch | 2kW         | 水平   | 金甲山     |
| 岡山                  | アナログ             | 5ch     | 3ch     | 11ch | 35ch | 9ch  | 25ch | 23ch | V10kW/U20kW | 水平   | 金甲山     |
| 岡山北                | アナログ             | 43ch    | 41ch    | 57ch | 59ch | 14ch | 16ch | 38ch | 10W         | 水平   | 烏山       |
| 岡山東                | アナログ             | 56ch    | 47ch    | 49ch | 51ch | 54ch | 37ch | 61ch | 3W          | 水平   | 原         |
| 備中高松              | アナログ             | 49ch    | 47ch    | 56ch | 54ch | -    | -    | -    | 0.5W        | 水平   | 鶏足山     |
| 岡山佐山              | アナログ             | 39ch    | 37ch    | 47ch | 49ch | 54ch | 51ch | -    | 0.1W        | 水平   | 佐山       |
| 足守福谷 （福谷）     | デジタル             | 22ch    | 13ch    | 19ch | 28ch | -    | -    | -    | 0.1W        | 水平   | 坂口山     |
| 足守福谷 （福谷）     | アナログ             | 47ch    | 49ch    | 51ch | 43ch | -    | -    | -    | 1W          | 水平   | 坂口山     |
| 足守大井 （備中大井） | デジタル             | 49ch    | 47ch    | 19ch | 51ch | -    | -    | -    | 0.1W        | 水平   | カシ山     |
| 足守大井 （備中大井） | アナログ             | 54ch    | 56ch    | 62ch | 60ch | -    | -    | -    | 1W          | 水平   | カシ山     |
| 御津                  | デジタル             | 22ch    | 13ch    | 19ch | 16ch | 15ch | 17ch | -    | 0.3W        | 水平   | 妙見山     |
| 御津                  | アナログ             | 50ch    | 52ch    | 48ch | 46ch | -    | -    | -    | 3W          | 水平   | 妙見山     |
| 御津国ケ原            | デジタル             | 42ch    | 43ch    | 49ch | 47ch | -    | -    | -    | 0.01W       | 水平   | 御津国ヶ原 |
| 御津国ケ原            | アナログ             | 59ch    | 61ch    | 57ch | 55ch | -    | -    | -    | 0.1W        | 水平   | 御津国ヶ原 |
| 建部                  | デジタル             | 32ch    | 13ch    | 19ch | 16ch | 15ch | 17ch | -    | 0.3W        | 水平   | 中山       |
| 建部                  | アナログ             | 57ch    | 55ch    | 61ch | 59ch | -    | -    | -    | 3W          | 水平   | 中山       |
| 建部南                | デジタル             | 37ch    | 39ch    | 48ch | 36ch | 34ch | -    | -    | 0.3W        | 水平   | 建部町大田 |
| 建部南                | アナログ             | 49ch    | 51ch    | 47ch | 53ch | -    | -    | -    | 3W          | 水平   | 建部町大田 |

※足守福谷、御津国ケ原のデジタル放送は2010年開局予定。
FMラジオ放送
- NHK岡山FM：88.7MHz（岡山局 出力1kW）
- FM岡山：76.8MHz（岡山局 出力1kW）
- 岡山シティエフエム：79.0MHz（出力20W）
- エフエムくらしき：82.8MHz（出力20W）

FMラジオ放送については、御津・建部地域では、電波がほとんど届かず、車載ラジオチューナーでも電波が全く受信できない地域があるため、ケーブルテレビ局の配信を利用した方が良い。
AMラジオ放送
- NHK岡山第1放送：603kHz（岡山局 出力5kW）
- NHK岡山第2放送：1386kHz（岡山局 出力5kW）
- RSKラジオ：1494kHz（岡山局 出力10kW）

今地区にあるNTT西日本の岡山今村局付近の一部地域では、RSKラジオに合わせると電池式の携帯ラジオでは良好に受信できるが、ループアンテナ付きCDラジカセ等で受信するとNHKの第2放送が混信してRSKラジオが聞き取りにくくなる場所がある。
その他受信可能な県外局
- 西日本放送ラジオ：1449kHz（高松局 出力5kW）
- エフエム香川：78.6MHz（高松局 出力1kW）
- ラジオ関西：558kHz（神戸局 出力20kW）
- 朝日放送ラジオ：1008kHz（大阪局 出力50kW）
- MBSラジオ：1179kHz（大阪局 出力50kW）

## 観光・イベント

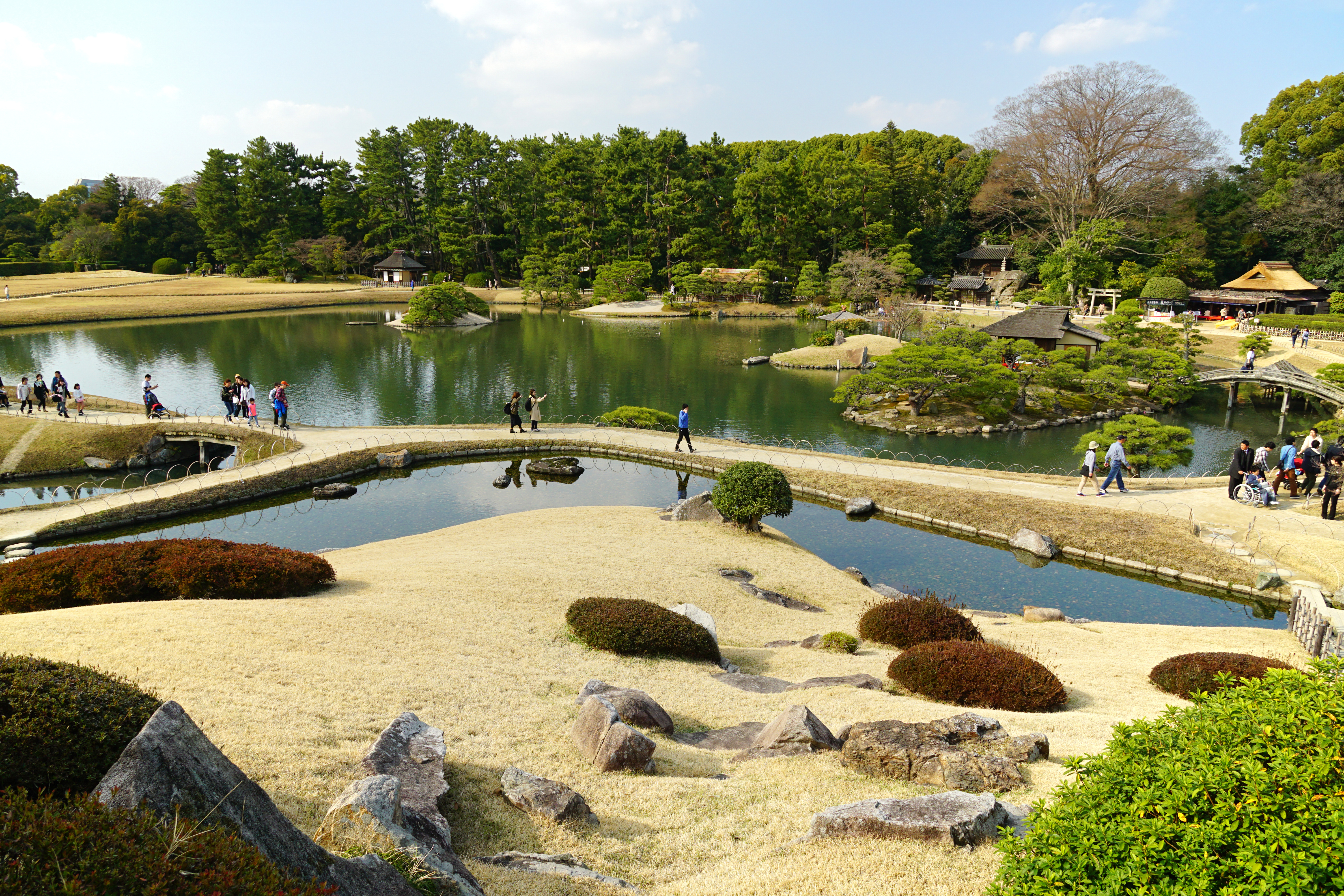
岡山後楽園

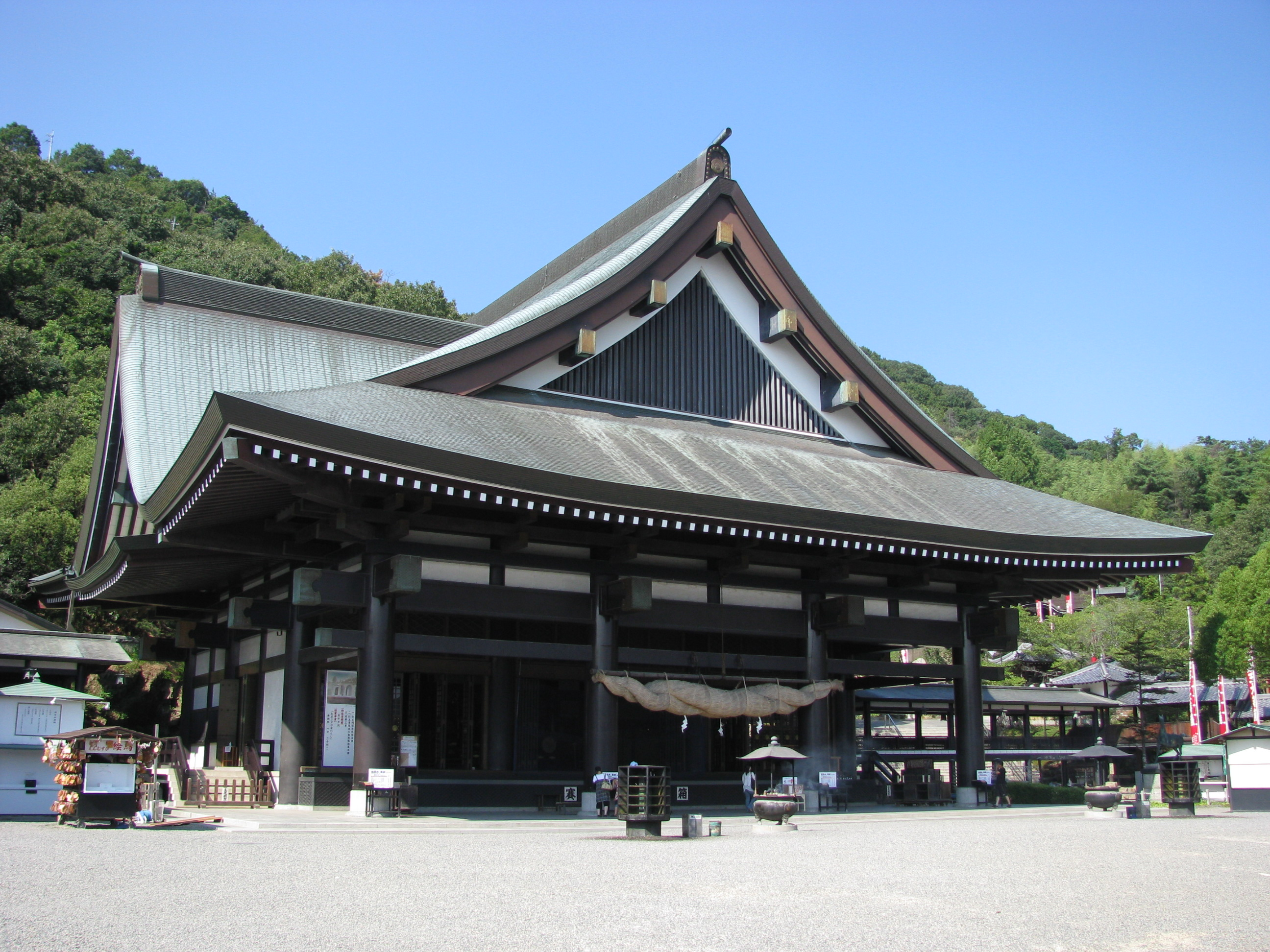
最上稲荷

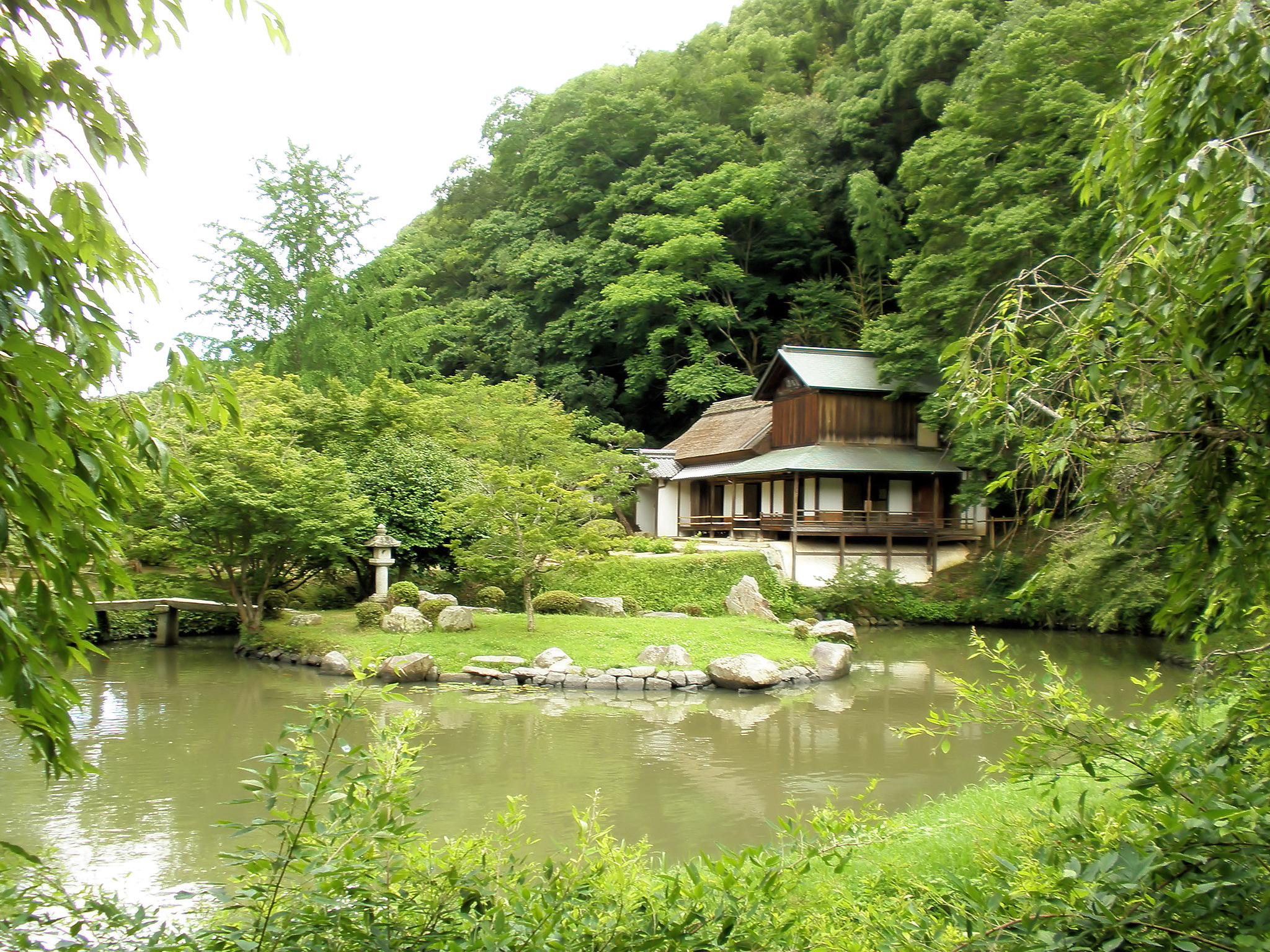
近水園

### 観光地
- 後楽園
- 岡山城（烏城公園一帯）
- 高松城 (備中国)：国の史跡
- 池田動物園
- 岡山市半田山植物園
- 吉備路
  - 最上稲荷
  - 吉備津神社
  - 吉備津彦神社
  - 備中高松城
  - 造山古墳
- 岡山県総合グラウンド
  - 津島遺跡
- 足守地域
- RSKバラ園
- 犬養木堂記念館
- 撫川城：県指定史跡
- 八幡温泉郷・やはたの里
- たけべの森公園

### イベント
- たけべの森はっぽね桜まつり（毎年4月）
- おかやま桃太郎まつり・うらじゃ踊り（7月下旬または8月上旬）
- 建部町納涼花火大会（毎年8月）
- おかやま国際音楽祭（9月 - 10月）
- 全国有名朝市フェア（10月）
- 秋のおかやま桃太郎まつり（10月）
- 備前岡山ええじゃないか大誓文払い（11月上旬）
- おかやまマラソン（11月第2日曜日）
- MOMOTAROH FANTASY（12月）
- 朝市
  - 京橋朝市（第1日曜）

## 出身者

### 幕末以前の人物
- 栄西（僧侶、1141年 - 1215年）
- 雲生（刀工・鵜飼派始祖、1244年 - 14世紀初頭）
- 宇喜多秀家（戦国武将、1573年 - 1655年）
- 池田光政（岡山藩主、1609年 - 1682年）
- 黒住宗忠（神道家、1780年 - 1850年）
- 緒方洪庵（蘭学者、1810年 - 1863年）
- 竹内久勝 - 古武道竹内流を隆盛させた[12]。現在の建部町角石谷出身。

### 政界
- 犬養毅（衆議院議員、第29代内閣総理大臣、1855年 - 1932年）
- 逢沢寛（衆議院議員、1888年 - 1982年）
- 黒田寿男（衆議院議員、1899年 - 1986年）
- 江田三郎（衆議院議員、1907年 - 1977年）
- 逢沢英雄（衆議院議員、1926年 - 2016年)
- 逢沢一郎（衆議院議員、1954年 - ）
- 菅寿雄 - 実業家、第94代内閣総理大臣菅直人の父。

### 財界
- 野崎廣太（実業家、茶人、1859年 - 1941年）
- 山本唯三郎（実業家、1873年 - 1927年）
- 土光敏夫（実業家、元石川島播磨重工業・東芝社長 元経団連会長、1896年 - 1988年）
- 相賀武夫（小学館・集英社創業者、1897年 - 1938年）

### 学界
- 水野康孝（元岡山大学教育学部長、「岡山県の歌」作曲者、1897年 - 1987年）
- 三谷太一郎（政治学者、1936年 - ）
- 磯田道史（歴史学者、大学教授、1970年 - ）

### 作家
- 坪田譲治（児童文学作家、1890年 - 1982年）
- 吉行エイスケ（小説家・詩人、1906年 - 1940年）
- 浜慎二（ホラー漫画家、1936年 - ）

### 文化・芸能・メディア
- 三好雲仙（日本画家、1812年 - 1895年）
- 角藤定憲（壮士芝居の俳優、1867年 - 1907年）
- 尾上松之助（俳優・映画監督、1875年 - 1926年）
- 国吉康雄（洋画家、1889年 - 1953年）
- 坂田一男（洋画家、1889年 - 1956年）
- 内田吐夢（映画監督、1898年 - 1970年）
- 石津良介（写真家、1907年 - 1986年）
- 山崎治雄（写真家、1908年 - 1987年）
- 森安なおや（漫画家、1934年 - 1997年）
- 古市幸子（日本テレビアナウンサー、1973年 - ）
- 河本準一（「次長課長」・お笑い芸人、1975年 - ）
- 井上聡（「次長課長」・お笑い芸人、1976年 - ）
- リンクアップとっしー（お笑い芸人、1978年  - ）
- 菅井竜也（将棋棋士、1992年 - ）
- NI-KI（ENHYPEN、2005年 - ）

### スポーツ選手
- 大鳴門太三郎（大相撲力士、1856年 - 1900年）
- 木原光知子（水泳選手、1948年 - 2007年）
- 有森裕子（陸上競技選手、1966年 - ）
- 大村三郎（プロ野球選手、1976年 - ）
- 上田かおり（バレーボール選手、1978年 - ）
- 上田剛史（プロ野球選手、1988年 - ）

### その他の分野
- 九津見房子（社会運動家、1890年 - 1980年）
- 水戸岡鋭治（工業デザイナー、1947年 - ）
- 原研哉（グラフィックデザイナー、1958年 - ）

## 町丁・大字
詳しくは岡山市の町・字一覧を参照。
- 葵町
- 青江一丁目－五丁目[13]
- 旭本町
- 旭町
- 足守
- 天瀬
- 天瀬南町
- 粟井
- 石関町
- 石妻
- 伊島北町
- 伊島町一丁目－三丁目
- 出石町一丁目－二丁目
- いずみ町
- 一宮
- 一宮山崎
- 伊福町一丁目－四丁目
- 今
- 今一丁目－八丁目
- 今岡
- 今保
- 今村
- 岩井一丁目－二丁目
- 岩井宮裏
- 岩田町
- 内山下一丁目－二丁目
- 駅前町一丁目－二丁目
- 駅元町
- 絵図町
- 大井
- 大窪
- 大崎
- 大元一丁目－二丁目
- 大元駅前
- 大元上町
- 岡町
- 奥田一丁目－二丁目
- 奥田西町
- 奥田本町
- 奥田南町
- 尾上
- 御舟入町
- 表町一丁目－三丁目
- 栢谷
- 学南町一丁目－三丁目
- 掛畑
- 春日町
- 金山寺
- 上高田
- 上土田
- 上中野一丁目－二丁目
- 加茂
- 辛川市場
- 川入
- 河原
- 関西町
- 祇園（一部）[14]
- 北方一丁目－四丁目
- 北長瀬
- 北長瀬表町一丁目
- 北長瀬本町
- 吉備津
- 京橋町
- 京橋南町
- 京町
- 京山一丁目－二丁目
- 久米
- 桑田町
- 厚生町一丁目－三丁目
- 岡南町一丁目－二丁目
- 首部
- 高野尻
- 後楽園
- 国体町
- 苔山
- 寿町
- 小山
- 幸町

- 佐山
- 鹿田町一丁目－二丁目
- 鹿田本町
- 島田本町一丁目－二丁目
- 下足守
- 下石井一丁目－二丁目
- 下伊福一丁目－二丁目
- 下伊福上町
- 下伊福西町
- 下伊福本町
- 下内田町
- 下高田
- 下土田
- 下中野（一部）[15]
- 下牧
- 宿
- 宿本町
- 庄田
- 昭和町
- 白石
- 白石西新町
- 白石東新町
- 新庄上
- 新庄下
- 新道
- 新屋敷町
- 菅野
- 杉谷
- 清輝橋一丁目－四丁目
- 清輝本町
- 清心町
- 船頭町
- 惣爪
- 大安寺中町
- 大安寺西町
- 大安寺東町
- 大安寺南町一丁目－二丁目
- 大学町
- 大供一丁目－三丁目
- 大供表町
- 大供本町
- 高塚
- 高野
- 高松
- 高松稲荷
- 高松田中
- 高松原古才
- 高柳西町
- 高柳東町
- 建部町市場
- 建部町大田
- 建部町小倉
- 建部町川口
- 建部町桜
- 建部町三明寺
- 建部町品田
- 建部町下神目
- 建部町建部上
- 建部町田地子
- 建部町鶴田
- 建部町角石畝
- 建部町角石谷
- 建部町富沢
- 建部町中田
- 建部町西原
- 建部町土師方
- 建部町福渡
- 建部町豊楽寺
- 建部町宮地
- 建部町吉田
- 建部町和田南
- 立田
- 辰巳
- 田中
- 谷万成一丁目－二丁目
- 田原
- 玉柏
- 田益

- 田町一丁目－二丁目
- 中央町
- 津倉町一丁目－二丁目
- 津島
- 津島京町一丁目－三丁目
- 津島桑の木町
- 津島笹ヶ瀬
- 津島中一丁目－三丁目
- 津島新野一丁目－二丁目
- 津島西坂一丁目－三丁目
- 津島東一丁目－四丁目
- 津島福居一丁目－二丁目
- 津島本町
- 津島南一丁目－二丁目
- 津高
- 津高台一丁目－四丁目
- 津寺
- 天神町
- 問屋町
- 十日市中町
- 十日市西町
- 十日市東町
- 磨屋町
- 富田
- 富原
- 富町一丁目－二丁目
- 冨吉
- 富田町
- 中井町一丁目－二丁目
- 中山下一丁目－二丁目
- 中島田町一丁目－二丁目
- 中仙道
- 中撫川
- 長野
- 中原
- 中牧
- 撫川
- 七日市西町
- 七日市東町
- 楢津
- 西辛川
- 錦町
- 西市（一部）[16]
- 西崎一丁目－二丁目
- 西崎本町
- 西島田町
- 西長瀬
- 西之町
- 西野山町
- 西花尻
- 西古松一丁目－二丁目
- 西古松西町
- 西山内
- 日応寺
- 庭瀬
- 納所
- 野田一丁目－五丁目
- 野田屋町一丁目－二丁目
- 野殿西町
- 野殿東町
- 延友
- 芳賀
- 畑鮎
- 花尻
- 花尻あかね町
- 花尻ききょう町
- 花尻みどり町
- 原
- 蕃山町
- 半田町
- 番町一丁目－二丁目
- 東島田町一丁目－二丁目
- 東中央町
- 東野山町
- 東花尻
- 東古松一丁目－五丁目
- 東古松南町
- 東山内

- 日近
- 日吉町
- 平野
- 平山
- 広瀬町
- 福崎
- 福谷
- 二日市町
- 舟橋町
- 兵団
- 平和町
- 法界院
- 奉還町一丁目－四丁目
- 本町
- 間倉
- 松尾
- 真星
- 丸の内一丁目－二丁目
- 万成西町
- 万成東町
- 三門中町
- 三門西町
- 三門東町
- 御津石上
- 御津伊田
- 御津宇甘
- 御津宇垣
- 御津鹿瀬
- 御津勝尾
- 御津金川
- 御津川高
- 御津北野
- 御津草生
- 御津国ヶ原
- 御津河内
- 御津虎倉
- 御津紙工
- 御津下田
- 御津新庄
- 御津高津
- 御津中泉
- 御津中畑
- 御津中牧
- 御津中山
- 御津野々口
- 御津平岡西
- 御津矢知
- 御津矢原
- 御津吉尾
- 御津芳谷
- 三手
- 三和
- 南方一丁目－五丁目
- 南中央町
- 三野一丁目－三丁目
- 三野本町
- 牟佐
- 門前
- 矢坂西町
- 矢坂東町
- 矢坂本町
- 柳町一丁目－二丁目
- 山科町
- 大和町一丁目－二丁目
- 山上
- 弓之町
- 横井上
- 横尾
- 吉
- 吉宗
- 理大町
- 和井元